# VideoGuard
Il VideoGuard è un sistema di accesso condizionato proprietario della società NDS Group Ltd. È usato maggiormente nelle trasmissioni digitali via satellite (DVB-S/DVB-S2) del gruppo 21st Century Fox, che possiede la maggioranza di NDS. È stata implementata per la prima volta con la piattaforma British Sky Broadcasting (BSkyB), che trasmette per Gran Bretagna e Irlanda. Molte altre compagnie televisive trasmettono in tutto il mondo con il sistema VideoGuard, tra cui: Viasat (Scandinavia), Sky Italia e Foxtel (Australia).

## Storia e caratteristiche tecniche
Dato che la maggior parte dei contenuti forniti dalle televisioni a pagamento richiede un abbonamento, il sistema VideoGuard protegge i contenuti, codificando sia i canali in abbonamento, sia i canali visibili in pay-per-view (ad esempio film di prima visione o eventi sportivi). I diritti di accesso sono "caricati" sulla smart card dell'abbonato sia "on air" (tramite segnali di controllo inviati assieme alle trasmissioni), sia tramite la tradizionale linea telefonica, sfruttando il modem integrato nel ricevitore: in questo modo è possibile ordinare facilmente eventi in pay-per-view oppure aggiungere opzioni e pacchetti aggiuntivi al proprio abbonamento.
Nel Regno Unito, il sistema VideoGuard è stato introdotto dalla 20th Century Fox per sostituire il vecchio sistema analogico VideoCrypt. Attualmente il sistema non è ancora stato violato, anche se sembra che sia stato possibile clonare le smart card. È probabile che la prima implementazione del sistema fosse poco sicura, poiché vicina alla violazione, quindi il broadcaster British Sky Broadcasting ha provveduto alla sostituzione di tutte le smart card dei propri abbonati, oltre all'aggiornamento di tutti i ricevitori con un nuovo software in grado di leggere le nuove schede.
In Italia, Il sistema di decodifica VideoGuard viene introdotto da Stream TV che incomincia ad utilizzarlo massivamente nella sua versione via satellite (affiancandolo ad Irdeto usato quasi esclusivamente per la versione via cavo della Pay TV). All'acquisizione da parte della Fox anche della rivale TELE+, dopo un periodo di breve convivenza dei tre accessi condizionati SECA Mediaguard, Irdeto e Videoguard, il nuovo management Sky Italia decise come era prevedibile di rimpiazzare il sistema degli ex abbonati Tele+ con quello di sua proprietà già utilizzato da tutti gli ex abbonati Stream via satellite, sancendo di fatto la fine di Mediaguard ed Irdeto nel mercato italiano. Tutti i decoder Goldbox degli abbonati ereditati da Tele+ furono sostituiti con i nuovi Sky Box (che non sono altro che versioni migliorate dei decoder già in possesso dagli ex abbonati Stream).
A differenza di molti altri broadcaster satellitari, i canali di News Corporation possono essere ricevuti ufficialmente soltanto tramite un decoder proprietario, nel quale la tecnologia VideoGuard è implementata internamente. A causa del controllo di News Corporation sulla tecnologia, è impossibile ottenere una licenza per l'implementazione di moduli di accesso condizionato (in inglese Conditional Access Module o CAM) di terze parti compatibili con VideoGuard. Questa situazione è vista da molti come un monopolio, usato per favorire soltanto alcuni produttori di set top box (ad es. Pace Microtechnologies o Philips). In diretta contrapposizione, tutti gli altri sistemi di codifica (Ad es. Irdeto, Nagravision, Conax, Viaccess) mettono a disposizione CAM hardware e/o software per la fruizione di canali a pagamento. Attualmente, neanche in Italia, con la legge del decoder unico, abrogata nel 2005, che imponeva l'utilizzo di un solo decoder per fruire dei contenuti a pagamento, si è riusciti a sbloccare questa situazione. Da diverso tempo però, Sky Italia fornisce il decoder "base" in comodato d'uso gratuito ai propri abbonati.
Nel 2005, un produttore di hardware è riuscito ad effettuare una parziale ingegneria inversa (in inglese Reverse Engineering) di Videoguard, al punto che una card ufficiale può essere utilizzata in un decoder Common Interface (molto spesso è necessario però aggiornarne il firmware), per fruire della visione dei canali per la quale si è regolarmente pagato. È stato reso disponibile anche un emulatore software di CAM VideoGuard per i decoder satellitari Dreambox (basati su Linux). In ogni caso, spesso i broadcaster introducono un controllo aggiuntivo, accoppiando il numero seriale del ricevitore con la smart card. Come risultato, i programmi possono essere fruiti soltanto con il decoder abilitato, anche se la protezione è facilmente aggirabile con una delle soluzioni ottenute dal Reverse Engineering.
Il giorno 12 ottobre 2009, Sky Italia ha lanciato delle contromisure elettroniche in grado di disattivare tutti gli emulatori softcam in grado di rimettere in chiaro i programmi con smartcard regolarmente abbonata. Tali contromisure hanno avuto effetto fino alla seconda metà di novembre, quando un team di appassionati ha distribuito la patch per aggirare il blocco. Durante il periodo di "blocco" era possibile utilizzare per la visione soltanto gli Skybox ufficiali, oltre al decoder XDome NC 1000 (unico decoder a cui è stata rilasciata licenza ufficiale NDS Videoguard) e ad alcuni decoder Goldbox riprogrammati da Sky "on air" ai tempi della disattivazione del segnale Mediaguard 2.
A partire da dicembre 2015, la codifica NDS Videoguard è stata migliorata introducendo un altro strato di protezione (iCAM) ancora oggi resistente a qualsiasi tentativo di decodifica.